# Le Chat (textrobot)
Le Chat (franska för "Katten") är en textrobot (chatbot), eller virtuell assistent, som utvecklats av det franska AI- företaget Mistral AI.
Le Chat lanserades i februari 2024. Den gjordes tillgänglig som gratis nedladdningsbar app på webbutikerna Apple Store och Google Play på mobiltelefoner och surfplattor den 6 februari 2025.
Mistral AI:s textrobot är en liknande AI-tjänst som de tidigare lanserade Chat GPT, Microsoft Copilot, Gemini och Deepseek, vilka alla bygger på stora språkmodeller. Le Chat bygger på Mistrals stora språkmodell Pixtral Large, använder öppen källkod och som varit tillgänglig för kommersiell användning via till exempel plattformar som Azure Ai Studio, Amazon Bedrock och Googles Vertex Ai.